# Hockeria scutellata
Hockeria scutellata är en stekelart som beskrevs av T.C. Narendran 1989. Hockeria scutellata ingår i släktet Hockeria och familjen bredlårsteklar.
Artens utbredningsområde är Filippinerna. Inga underarter finns listade i Catalogue of Life.